# Melampophylax austriacus
Melampophylax austriacus är en nattsländeart som beskrevs av Malicky 1990. Melampophylax austriacus ingår i släktet Melampophylax och familjen husmasknattsländor. Inga underarter finns listade i Catalogue of Life.